# سمير ميميشيفيتش
سمير ميميشيفيتش (بالألمانية: Samir Memišević)‏ (مواليد 13 أغسطس 1993، لاعب كرة قدم بوسني يجيد اللعب في الوسط والدفاع مع نادي النصر في الدوري الإماراتي للمحترفين.

## روابط خارجية
- سمير ميميشيفيتش على موقع الاتحاد الأوربي (الإنجليزية)
- سمير ميميشيفيتش على موقع قاعدة بيانات كرة القدم.إي يو (الإنجليزية)
- سمير ميميشيفيتش على موقع ناشيونال فوتبول تيمز (الإنجليزية)
- سمير ميميشيفيتش على موقع Soccerway.com (الإنجليزية)
- سمير ميميشيفيتش على موقع AS.com (الإسبانية)